# Collegio uninominale Sicilia - 04 (2020)
Il collegio elettorale uninominale Sicilia - 04 è un collegio elettorale uninominale della Repubblica Italiana per l'elezione del Senato della Repubblica.

## Territorio
Come previsto dalla legge n. 51 del 27 maggio 2019, il collegio è stato definito tramite decreto legislativo all'interno della circoscrizione Sicilia.
È formato dal territorio di 43 comuni della città metropolitana di Catania: Aci Bonaccorsi, Aci Castello, Aci Catena, Aci Sant'Antonio, Acireale, Adrano, Belpasso, Biancavilla, Bronte, Calatabiano, Camporotondo Etneo, Castiglione di Sicilia, Catania, Fiumefreddo di Sicilia, Giarre, Gravina di Catania, Linguaglossa, Maletto, Maniace, Mascali, Mascalucia, Milo, Misterbianco, Motta Sant'Anastasia, Nicolosi, Paternò, Pedara, Piedimonte Etneo, Ragalna, Randazzo, Riposto, San Giovanni la Punta, San Gregorio di Catania, San Pietro Clarenza, Santa Maria di Licodia, Santa Venerina, Sant'Agata li Battiati, Sant'Alfio, Trecastagni, Tremestieri Etneo, Valverde, Viagrande e Zafferana Etnea.
Il collegio è parte del collegio plurinominale Sicilia - 02.

## Eletti
| Elezione | Elezione | Senatore       | Partito              |
| -------- | -------- | -------------- | -------------------- |
|          | 2022     | Nello Musumeci | #DiventeràBellissima |

## Dati elettorali

### XIX legislatura
Come previsto dalla legge elettorale, 74 senatori sono eletti con sistema a maggioranza relativa in altrettanti collegi uninominali a turno unico.
| Candidati                                 | Candidati                | Voti    | %     | Liste                                 | Voti    | %     |
| ----------------------------------------- | ------------------------ | ------- | ----- | ------------------------------------- | ------- | ----- |
|                                           | Nello Musumeci ✔️ Eletto | 151 409 | 36,40 | Fratelli d'Italia                     | 82 989  | 19,95 |
| Forza Italia                              | Nello Musumeci ✔️ Eletto | 151 409 | 36,40 | 42 002                                | 10,10   |       |
| Lega                                      | Nello Musumeci ✔️ Eletto | 151 409 | 36,40 | 21 936                                | 5,27    |       |
| Noi moderati/Lupi - Toti - Brugnaro - UDC | Nello Musumeci ✔️ Eletto | 151 409 | 36,40 | 2 871                                 | 0,69    |       |
|                                           | Giuseppina Rannone       | 109 518 | 26,33 | Movimento 5 Stelle                    | 109 518 | 26,33 |
|                                           | Cateno De Luca           | 60 067  | 14,44 | Sud chiama Nord                       | 60 067  | 14,44 |
|                                           | Orazio Arancio           | 58 085  | 13,97 | Partito Democratico-IDP               | 38 484  | 9,25  |
| Alleanza Verdi e Sinistra                 | Orazio Arancio           | 58 085  | 13,97 | 8 631                                 | 2,08    |       |
| +Europa                                   | Orazio Arancio           | 58 085  | 13,97 | 6 774                                 | 1,63    |       |
| Impegno Civico - Centro Democratico       | Orazio Arancio           | 58 085  | 13,97 | 2 423                                 | 0,58    |       |
|                                           | Tiziana D'Anna           | 17 784  | 4,28  | Azione - Italia Viva - Calenda        | 17 784  | 4,28  |
|                                           | Nunzia Schilirò          | 6 843   | 1,65  | Italexit                              | 6 843   | 1,65  |
|                                           | Goffredo D'Antona        | 4 415   | 1,06  | Unione Popolare                       | 4 415   | 1,06  |
|                                           | Marilena Giordano        | 4 164   | 1,00  | Italia Sovrana e Popolare             | 4 164   | 1,00  |
|                                           | Nicoletta Re             | 2 703   | 0,65  | Vita                                  | 2 703   | 0,65  |
|                                           | Gianfranco Di Bartolo    | 916     | 0,22  | Alternativa per l'Italia (PdF - Exit) | 916     | 0,22  |
| Totale                                    | Totale                   | 415 904 | 100   |                                       | 415 904 | 100   |
| Elettori                                  | Elettori                 | 764 201 |       |                                       |         |       |